# Teatro nazionale di Moravia e di Slesia
Il Teatro nazionale di Moravia e di Slesia (in ceco Národní divadlo moravskoslezské) si trova a Ostrava, la città più grande della Moravia-Slesia. Il repertorio del teatro corrisponde alla scena classica, cioè ai generi tipici come la prosa, l'opera lirica, il balletto e ultimamente pure la commedia musicale, interpretati in modo conservatore.

## Storia
L'attività del Teatro nazionale iniziò il 12 agosto 1919. Dopo la prima guerra mondiale la compagnia recitò nell'edificio del Teatro civico, il quale condivise con il Teatro tedesco fino al 1920. Durante la seconda guerra mondiale usò pure la Casa nazionale che, dopo il 1945, ottenne definitivamente. Da allora il Teatro nazionale utilizza tutti e due gli edifici. Il Teatro civico si chiama ora Teatro Antonín Dvořák, mentre la Casa nazionale porta il nome di teatro Jiří Myron.

## Teatro Antonín Dvořák
Il teatro Antonín Dvořák fu costruito in stile neobarocco nel 1907 come Teatro civico (in tedesco Stadttheater). Porta il nome attuale dal 1990. La capienza è di 517 spettatori.

## Teatro Jiří Myron
Il teatro Jiří Myron è costruito in stile neorinascimentale. È una delle più grandi scene della Repubblica Ceca vantando 665 posti per gli spettatori.

## Nel repertorio
- Opera lirica: La traviata (Giuseppe Verdi), La sposa venduta (Bedřich Smetana), Carmen (Georges Bizet), Nabucco (Giuseppe Verdi), Cardillac (Paul Hindemith)
- Prosa: Un marito ideale (Oscar Wilde), Mein Kampf (George Tabori), Edipo re (Sofocle), La guerra delle salamandre (Karel Čapek), I Cenci (Percy Bysshe Shelley)
- Balletto: Miracolo nel silenzio (Liszt, Wagner, Mahler), Biancaneve e i sette nani (Bogdan Pawlowski, Witold Borkowski), Lo schiaccianoci (Pëtr Il'ič Čajkovskij), Il lago dei cigni (Pëtr Il'ič Čajkovskij)
- Operette e commedie musicali: Hello, Dolly! (Jerry Herman, Michael Stewart), Mam'zelle Nitouche (Hervé), Il pipistrello (Johann Strauss), Notre-Dame de Paris (Victor Hugo, Daniel Fikejz, Michael Tarant)